# We Are the Ants
We Are the Ants es una novela de ciencia ficción juvenil escrita por Shaun David Hutchinson, publicada el 19 de enero de 2016 por Simon Pulse. Ese mismo año, el sello editorial publicó también una historia complementaria de 24 páginas titulada «What We Pretend to Be», disponible en su sitio web, Riveted.

## Sinopsis
La novela sigue a Henry, un adolescente cuyo novio se ha suicidado recientemente. Henry es abducido por extraterrestres, quienes le dan 144 días para decidir si presiona un botón que evitaría la destrucción de la Tierra. Sin embargo, él duda de si el planeta merece ser salvado, hasta que conoce a Diego, un artista con un pasado complicado.

## Recepción
We Are the Ants fue bien recibida por la crítica especializada, obteniendo reseñas destacadas en publicaciones como Booklist, Kirkus Reviews, School Library Journal, Publishers Weekly y Shelf Awareness. Kirkus calificó el libro como «amargamente divertido, con un rayo de esperanza en medio de la oscuridad». Por su parte, Shelf Awareness lo describió como «refrescantemente inteligente y poco convencional». School Library Journal comparó su estilo narrativo con el de The Vast Fields of Ordinary de Nick Burd y Matadero cinco de Kurt Vonnegut. Booklist comentó: «La excelente novela de Hutchinson invita a los lectores a reflexionar sobre su lugar en un mundo que a menudo parece indiferente y sin sentido. La novela nunca es didáctica; al contrario, es infaliblemente dramática y vibrante, con personajes que cobran vida en la página».
Tanto la Lambda Literary Foundation como la revista Voice of Youth Advocates (VOYA) elogiaron la novela por el tratamiento de sus temáticas juveniles y LGBT. VOYA afirmó que se trata de «una historia muy compleja sobre temas serios», mientras que Lambda Literary señaló que «es un libro que va más allá del amor y la pérdida; trata sobre la lucha por encontrar la motivación y no dar por sentado a las personas de tu vida». Ambas publicaciones también destacaron la calidad de la escritura de Hutchinson. Lambda Literary consideró la novela como «una historia hermosa y magistralmente contada», mientras que VOYA subrayó que «las voces de cada personaje son fuertes y únicas».
The Horn Book Magazine ofreció una reseña mixta que elogió el desarrollo de personajes, pero criticó la trama por considerarla «lenta» y «sobrecargada de temas».

### Premios y reconocimientos
We Are the Ants ha sido incluido en múltiples listas de «lo mejor del año», entre ellas la lista de las «100 mejores novelas juveniles de todos los tiempos» de la revista Time, así como en las selecciones anuales de School Library Journal y de Shelf Awareness.
La novela también fue seleccionada por la Junior Library Guild.
| Año  | Premio                                                                         | Resultado    | Ref.   |
| ---- | ------------------------------------------------------------------------------ | ------------ | ------ |
| 2016 | Goodreads Choice Award a la mejor novela juvenil de fantasía y ciencia ficción | Nominado     | [ 14 ] |
| 2016 | Kirkus Prize                                                                   | Nominado     | [ 13 ] |
| 2017 | Lista de mejores novelas juveniles de la American Library Association          | Seleccionado | [ 15 ] |
| 2017 | ALA Rainbow Book List                                                          | Top 10       | [ 16 ] |

## Controversias
El 4 de noviembre de 2021, el distrito escolar independiente de Keller en Texas decidió por unanimidad restringir el acceso al libro exclusivamente al nivel de educación secundaria, el libro también estaba incluido en múltiples solicitudes de remoción en otros distritos escolares y bibliotecas del Estado. En 2022, We Are the Ants fue incluido entre los 52 libros prohibidos por el dstrito Escolar de Alpine tras la aplicación de la ley H.B. 374 de Utah, sobre «Materiales sensibles en escuelas». El 42% de los libros eliminados incluía personajes o temáticas LGBTQ+.